# Consumo responsable de drogas
El consumo responsable de drogas propone maximizar los beneficios y reducir el riesgo del impacto negativo que las drogas psicoactivas provocan en la vida del consumidor. 
Para las drogas psicoactivas ilegales los críticos creen que el uso recreativo ilegal es inherentemente irresponsable, debido a la potencia y pureza impredecibles y no controladas de las drogas y los riesgos de adicción, infección y otros efectos secundarios.

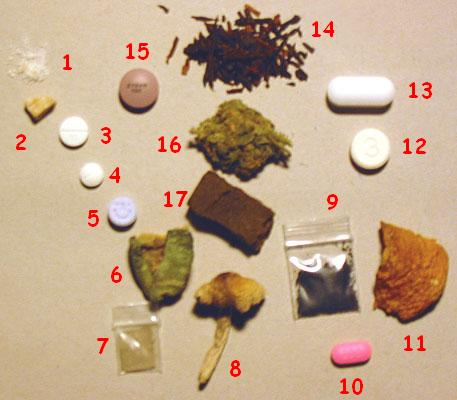
Algunas drogas psicoactivas comunes:

Sin embargo, los defensores de la reducción de daños afirman que el usuario puede ser responsable empleando los mismos principios generales aplicables al uso de alcohol: evitar situaciones peligrosas, dosis excesivas y combinaciones peligrosas de drogas; evitar compartir la inyección; y no usar drogas al mismo tiempo que actividades que pueden ser inseguras sin un estado de sobriedad. De esta forma, sus riesgos pueden minimizarse con precaución y sentido común. Estos defensores también señalan que la acción (o la inacción) del gobierno dificulta el uso responsable de las drogas.

## Principios

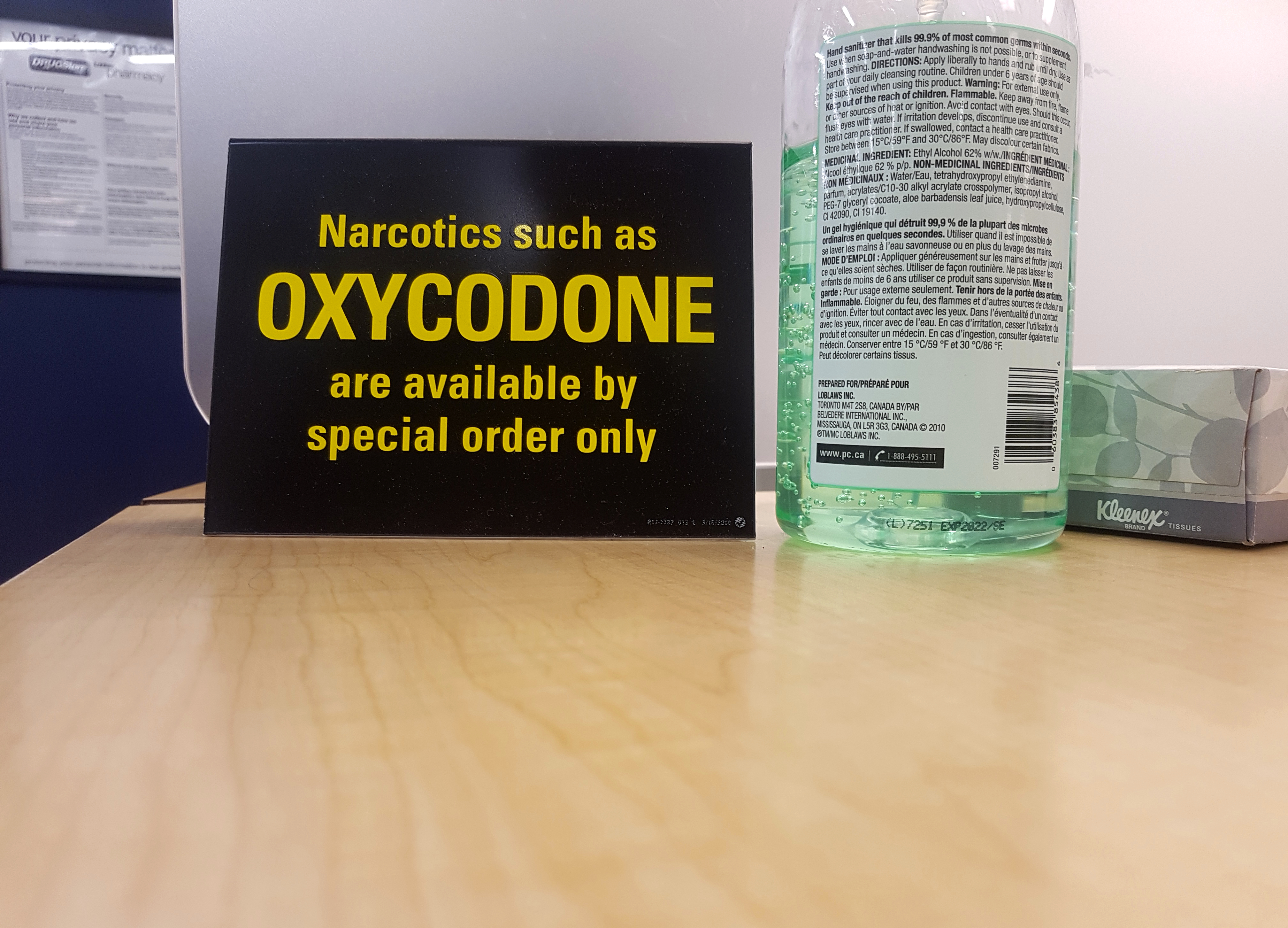
Droga legal controlada: Oxicodona.

Se argumenta que para usar drogas controladas y otras de manera responsable, se debe cumplir con una lista de principios:
- Comprender y educarse sobre los efectos, riesgos, efectos secundarios y el estatus legal del medicamento que están tomando[5]
- Medir dosis precisas y tomar otras precauciones para reducir el riesgo de sobredosis cuando se toman medicamentos en los que es posible una sobredosis
- Si es posible, control de la droga, de todas las sustancias antes de su uso para determinar su pureza y potencia (la verificación de drogas o la prueba de píldoras es una forma de reducir el daño del consumo de drogas, al permitir que los usuarios descubran el contenido y la pureza de las sustancias que tienen la intención de consumir)
- tratar de obtener los medicamentos más puros y de alta calidad combinados sin agente de corte[6]
- usar drogas solo en situaciones sociales relajadas y responsables, ya que la conciencia alterada puede ser inapropiada en entornos potencialmente peligrosos o desconocidos
- evitar conducir, operar maquinaria pesada, o de otra manera situarse directa o indirectamente como responsable de la seguridad o el cuidado de otra persona en estado de embriaguez y disuadir a las personas de operar un vehículo motorizado en estado de embriaguez
- tener un cuidador de viaje (o "copiloto") cuando se toman drogas alucinógenas
- usar drogas recreativas con moderación,[7] establecer límites razonables en el consumo y no permitir que el uso de drogas eclipse otros aspectos de su vida (es decir, responsabilidades financieras y sociales)
- tomar la dosis más pequeña de una droga recreativa que producirá los efectos deseados
- evitar mezclar o combinar drogas, especialmente drogas desconocidas y drogas con interacciones peligrosas conocidas
- no confiar en otra persona la responsabilidad de su salud y seguridad
- conocer las técnicas básicas de primeros auxilios y asumir la responsabilidad de aplicarlas adecuadamente en casos de emergencias relacionadas con las drogas
- evitando la inyección de drogas
- reconocer que el propio comportamiento y las actitudes de consumo de drogas en presencia de otros influirán en los demás, especialmente en los niños[8]
- abstenerse del uso de drogas cuando sea inapropiado por razones de salud y condición física, como durante el embarazo
- respetar la decisión de un individuo con respecto al uso de drogas
- proporcionar alternativas de conductas socio-recreativas aceptables dentro de un grupo para los demás y evitar que el consumo de drogas se convierta en la única motivación o foco de la situación social
- comprensión de la individualidad de la respuesta[5]
- ser consciente de las influencias complejas del set y setting en las experiencias con drogas psicoactivas y actuar en consecuencia

Algunas pautas éticas propuestas incluyen:
- nunca engañar o tratar de persuadir a nadie para que use una droga
- ser moralmente consciente de la fuente de las drogas que una persona está usando

### Implicación de la responsabilidad
Sus defensores sugieren que el uso responsable de drogas involucra responsabilidad en tres áreas: responsabilidades situacionales, responsabilidades de salud y responsabilidades relacionadas con la seguridad:
- Responsabilidades situacionales: Incluyen preocupaciones sobre las posibles situaciones en las que las drogas podrían usarse legalmente. Esto incluye evitar situaciones peligrosas; no consumir cuando está solo; ni el consumo por coacción o cuando el propio consumo de drogas sea el único motivo de consumo.
- Responsabilidades de salud: Incluyeb evitar dosis excesivas o combinaciones peligrosas de medicamentos; conciencia de las posibles consecuencias para la salud del consumo de drogas; evitar conductas de consumo de drogas que puedan conducir potencialmente a la adicción; y no usar una droga recreativamente durante períodos de estrés excesivo.
- Responsabilidades de seguridad: usar la dosis más pequeña necesaria para lograr los efectos deseados; usar solo en ambientes relajados con compañeros de apoyo; evitar el uso de drogas por inyección; y no usar drogas mientras se realizan tareas complejas o aquellas en las que la droga podría afectar la capacidad de uno para funcionar de manera segura.

El uso responsable de drogas se enfatiza como una técnica de prevención primaria en las políticas de drogas para la reducción de daños. Las políticas de reducción de daños se popularizaron a fines de la década de 1980, aunque comenzaron en la contracultura de la década de 1970, donde se distribuyeron caricaturas a los usuarios que explicaban el uso responsable de drogas y las consecuencias del uso irresponsable de drogas.

## Críticas y contraargumentos

### Consecuencias sanitarias y sociales
El uso y los usuarios de drogas a menudo no se consideran socialmente aceptables; a menudo son marginados social y económicamente.
El consumo de drogas puede afectar el desempeño laboral; sin embargo, la prueba de drogas no debería ser necesaria si esto es así, ya que el desempeño laboral de un usuario sería notoriamente deficiente, y sería motivo en sí mismo para el despido.

### Ilegalidad
La ilegalidad genera problemas de abastecimiento y eleva artificialmente los precios. El precio de la droga se eleva muy por encima de los costos de producción y transporte. La pureza y potencia de muchas drogas es difícil de evaluar, ya que las drogas son ilegales. Esto afecta directamente la capacidad de los usuarios para obtener y usar los medicamentos de manera segura. La dosificación de fármacos con pureza variable obliga al usuario a asumir riesgos evitables, que puede resultar en una sobredosis.
La moralidad de comprar ciertas drogas ilegales también se cuestiona dada la violencia asociada a ella. Sin embargo, la mayoría de las muertes causadas por el comercio ilegal de drogas son producto de su carácter ilegal. La ilegalidad de las drogas en sí misma también puede tener consecuencias sociales y económicas para quienes las usan.

## Reducción de daños
La reducción de daños aplicada al uso de drogas comenzó como una filosofía en la década de 1980 con el objetivo de minimizar la transmisión del VIH entre usuarios de drogas por vía intravenosa. También se centró en el uso de preservativos para prevenir la transmisión del VIH a través del contacto sexual.  
La reducción de daños busca minimizar los daños que pueden ocurrir a través del uso de diversas drogas, ya sean legales (etanol (alcohol), cafeína y nicotina), o ilegales (heroína y cocaína). Por ejemplo, las personas que se inyectan drogas pueden minimizar el daño usando agujas y jeringas estériles nuevas cada vez, utilizando agua estéril, empleando filtros micrométricos estériles para purificar las soluciones, usando almohadillas antisépticas para preparar la inyección sitios y viales/recipientes de mezcla de drogas limpios, y mediante la eliminación adecuada de todo el equipo de inyección.

### Sitios de inyección supervisados (SiS)
La provisión de sitios de inyección supervisados o sitios de inyección seguros, opera bajo la premisa de la reducción de daños al proporcionar al usuario de drogas inyectables un espacio limpio y materiales limpios como agujas, agua esterilizada, hisopos con alcohol y otros artículos utilizados para inyección segura.
Vancouver, Columbia Británica abrió un SiS llamado Insite en su barrio más pobre, el Downtown Eastside . Insite se inauguró en 2003 y ha reducido drásticamente muchos daños asociados con el uso de drogas inyectables. A su juicio, conduce a un aumento de personas que ingresan a un tratamiento de desintoxicación y adicción sin aumentar los delitos relacionados con las drogas. Además, reduce la basura de parafernalia de drogas (por ejemplo, agujas usadas) en la calle y reduce la cantidad de personas que se inyectan en las áreas públicas.  
En los Países Bajos, donde el consumo de drogas se considera un problema social y de salud y no relacionado con la ley, el gobierno ha abierto clínicas donde los usuarios de drogas pueden consumir sus sustancias en un entorno seguro y limpio. Los usuarios tienen acceso a agujas limpias y otra parafernalia, supervisados por funcionarios de salud y se les da la posibilidad de buscar ayuda para la adicción a las drogas.

## En festivales

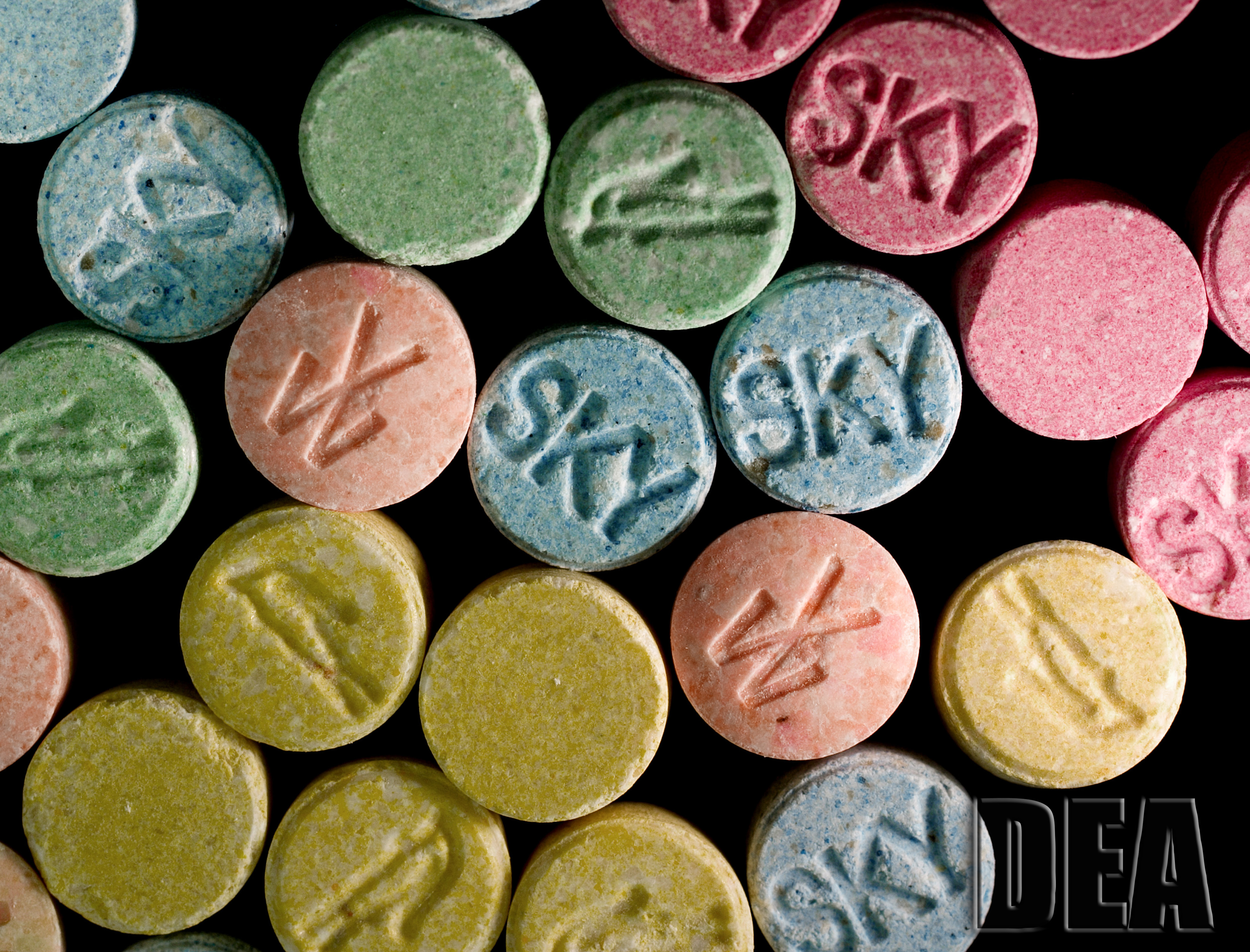
Pastillas de MDMA (Éxtasis).

Como las drogas son muy frecuentes en la cultura de los festivales, cada vez más se considera tomar medidas para un uso responsable allí. Algunos organizadores de festivales han optado por brindar servicios destinados a informar sobre el uso responsable de drogas y las pruebas de drogas para la eliminación de las peligrosamente mezcladas.

## Organizaciones
Existen muchas organizaciones para promover el uso responsable de drogas y la reducción de daños en todo el mundo.
Son principalmente grupos activistas preocupados por la reforma de las políticas de drogas, la promoción de la investigación científica sobre las drogas y la oposición al estigma y la desinformación sobre el consumo de drogas y los consumidores de drogas. 
- Erowid
- DanceSafe[21][22]
- Drug Policy Alliance[23]
- Energy Control[24][25]
- DrugsData[26][27]
- Insite
- Students for Sensible Drug Policy[28]
- Unity (Jellinek)[29]